# Ширь (приток Большой Ыи)
Ширь (устар. Ширь-Ю) — река в России, протекает по Республике Коми. Устье реки находится в 26 км по левому берегу реки Большая Ыя. Длина реки составляет 14 км.

## Данные водного реестра
По данным государственного водного реестра России относится к Двинско-Печорскому бассейновому округу, водохозяйственный участок реки — Мезень от истока до водомерного поста у деревни Малонисогорская. Речной бассейн реки — Мезень.
Код объекта в государственном водном реестре — 03030000112103000047429.